# Hikma Pharmaceuticals
Hikma Pharmaceuticals ist ein multinationales Pharmaunternehmen mit Sitz in London. Das Unternehmen fertigt Generika und lizenzierte Arzneimittel.

## Geschichte
Hikma wurde 1978 von Samih Darwazah (1930–2015) in Jordanien gegründet und erstmals im Jahr 2005 an der London Stock Exchange gelistet. Die Firma ist im FTSE 100 Index notiert. Im Jahr 2013 erreichte Hikma ein Umsatzwachstum von 23 %. Es ist das größte regionale Pharmaunternehmen in der MENA-Region.
Im Juli 2015 kaufte Hikma von Boehringer Ingelheim deren US-Generikasparte Roxane mit rund 1300 Mitarbeitern für 2,65 Mrd. US-$. Von dem Kaufpreis erhielt Boehringer 1,18 Mrd. US-$ in bar und den Rest in 40 Millionen Hikma-Aktien. Boehringer war dadurch mit 16,71 % Anteilseigner an Hikma. Im Juni 2020 kündigte Boehringer an, einen Teil seiner Beteiligung an der in London börsennotierten Hikma Pharmaceuticals (28 Millionen von 40 Millionen Aktien) zu verkaufen.